# بيتر وود (سياسي)
بيتر وود (بالإنجليزية: Peter Wood)‏ هو سياسي أسترالي، ولد في 4 نوفمبر 1935 في أستراليا، وتوفي في 24 يناير 2010 في نفس البلد. حزبياً، نشط في حزب العمال الأسترالي. وقد انتخب عضو المجلس التشريعي ولاية كوينزلاند.